# Мандрыка, Николай Яковлевич
 Николай Яковлевич Мандрыка  (1778—1853) — генерал-лейтенант, участник Отечественной войны 1812 года.

## Биография
Родился 7 (18) января 1777 года.
Окончил Петришуле и 2 июля 1793 года поступил на службу сержантом в Преображенский полк; был переведён в Семёновский полк. С 11 декабря 1796 года — унтер-офицер в Кавалергардском полку, по расформировании которого был переведён в Лейб-гусарский полк: с 1798 года — корнет, с 1799 — поручик, с 1801 — штаб-ротмистр, с 1803 — ротмистр. В 1806 году произведён в полковники. В 1808 году получил бриллиантовый перстень за покупку лошадей для армии в Молдавии.
В 1812 году, с 12 июня по 1 октября, Н. Я. Мандрыка командовал Лейб-гусарским полком и был награждён орденом Св. Владимира 3-й степени. За Бородинское сражение пожалован орденом Св. Анны 2-й степени.
Участвовал в заграничном походе русской армии; 13 февраля 1814 года Мандрыка был по высочайшему повелению откомандирован к Гродненскому гусарскому полку, с которым  19 февраля участвовал в деле при д. Ла-Брюссель, где, командуя на левом фланге 3-м эскадроном, «отбил множество обозов, взял до 100 человек в плен, рассеял неприятельскую кавалерию, принудил её оставить орудие, которое досталось в наши руки», за что был пожалован орденом Св. Георгия 4-го класса. За взятие Парижа получил прусский орден «Pour le Mérite».
В 1815 году вышел в отставку после того как командиром Лейб-гусарского полка был назначен В. В. Левашов, имевший менее числа лет службы, чем Мандрыка.
В 1819 году император Александр I был в Чернигове, где при представлении дворян был и Николай Мандрыка, которому было предложено вновь поступить на службу. Мандрыка подал прошение и был вновь принят на службу; ему была поручена покупка ремонтных лошадей для гвардейской кавалерии.
В те времена гвардейские офицеры особенно щеголяли упряжными лошадьми. Мандрыка, выезжавший четверкой цугом, часто менял лошадей, выезжая неделю на лошадях одной масти, неделю на лошадях другой. Все удивлялись и недоумевали, но ларчик открывался просто: Мандрыка белых лошадей перекрашивал в рыжие или вороные. Как знатока лошадей, его просил великий князь Николай Павлович выбрать для него четверку «без отметин вороных лошадей». Мандрыка выполнил просьбу с успехом, и великий князь остался доволен. Через месяц, встретив Мандрыку, он сказал ему: «А ведь лошади почему-то стали белоножки, и у одной губа белая. Правда ли, что ты подкрасил их?» — «Точно так, жаль было таких красавцев не предоставить вам, и я решился подкрасить, но человек, исполнявший это, забыл сообщить в придворную вашу конюшню, чтоб возобновляли окраску и самый секрет состава краски». Великий князь ответил: «Ну, ничего! Лошади прекрасны. Я, словно жених, пощеголял на них пред иностранцами — спасибо тебе!»
В 1826 году Мандрыка был произведён в генерал-майоры и назначен командиром поселенных эскадронов 2-й уланской дивизии; в 1828 г. отчислен от этой должности с назначением состоять при военном поселении. В 1830 году был назначен окружным генералом Казанского округа внутренней стражи.
Ещё в 1826 году в г. Чугуеве офицеры резервных эскадронов 2-й кирасирской дивизии поднесли Н. Я. Мандрыке серебряную вазу. Ваза весила около пуда и была настолько велика, что Мандрыка, по семейным преданиям, крестил в ней сына Николая. Когда вазу увидал Аракчеев, то сказал Мандрыке: «Да, генерал, можно вас поздравить с таким подарком; это лучше всяких орденов; всему потомству вашему останется о вас память…»
В 1845 году был произведён в генерал-лейтенанты.
Был женат. Его дочь, Варвара (?—07.04.1891), была замужем за Эрастом Петровичем Перцовым.
Николай Яковлевич за женой, Марфой Николаевной, получил в Белгородском уезде Курской губернии село Наумовка. Определением Курского дворянского собрания от 1 ноября 1827 года Н. Я. Мандрыка по собственным заслугам был признан в потомственном дворянстве и внесён в 3-ю часть дворянской родословной книги Курской губернии, что было утверждено определением Герольдии сената от 9.12.1838 г. В 1884 году к роду были сопричислены Николай Николаевич Мандрыка (внук Николая Яковлевича) со своей женой Софьей Ивановной и дети Александр (1876—1928), Елизавета (1879 — ок. 1883) и Мария (03.10.1882—30.11.1903), а в 1890 году его же сын Михаил (08.11.1887—14.03.1900).